# Edoardo Reja
Edoardo Reja (Gorizia, 10 oktober 1945) is een voormalig  voetballer uit Italië, die speelde als middenvelder gedurende zijn actieve carrière. Hij was actief voor SPAL 1907, US Palermo en US Alessandria. Na zijn actieve loopbaan stapte hij het trainersvak in. Reja had diverse Italiaanse clubs onder zijn hoede, waaronder Vicenza, Bologna, Brescia, Napoli en Lazio Roma.
Die laatste club stelde Reja op 10 februari 2010 aan als vervanger van de ontslagen trainer Davide Ballardini. De club uit Rome betaalde Hajduk Split een afkoopsom van 100.000 euro. Lazio had op het moment van zijn congé slechts vier keer gewonnen en bezette de 18de plaats op de ranglijst.
In april 2019 werd hij aangesteld als trainer van het nationale elftal van Albanië.